# Blaincourt-lès-Précy
Blaincourt-lès-Précy é uma comuna francesa na região administrativa de Altos da França, no departamento de Oise. Estende-se por uma área de 8,13 km². Em 2010 a comuna tinha 1 216 habitantes (densidade: 149,6 hab./km²).